# Aérodrome de Meaux - Esbly
L’aérodrome de Meaux - Esbly (code OACI : LFPE) est un aérodrome civil, ouvert à la circulation aérienne publique (CAP), situé sur la commune d'Isles-lès-Villenoy, à 5 km au sud-ouest de Meaux, en Seine-et-Marne (région Île-de-France, France).
Il est utilisé pour la pratique d’activités de loisirs et de tourisme (aviation légère et hélicoptère).

## Histoire
L’aérodrome, fondé en 1934 par Henri Mignet, est géré par Aéroports de Paris.

## Situation
| \| 20 km1:401 000 \| Beynes - Thiverval Chavenay - Villepreux Chelles Coulommiers Fontenay-Trésigny La Ferté-Alais Lognes-Émerainville Mantes - Chérence Meaux - Esbly Melun-Villaroche Moret - Épisy Nangis Les Loges Saint-Cyr-l'É. Les Mureaux Étampes Charles-de-Gaulle Le Bourget Orly Pontoise - Cormeilles-en-V. Paris-Saclay-Versailles Issy-les-M. Villacoublay |
| 20 km1:401 000 |

## Installations

### Piste(s)
L’aérodrome dispose de quatre pistes en herbe :
- deux pistes orientées sud-nord (16L/34R et 16R/34L) longues de 1 020 mètres et larges de 100 ;
- une piste orientée est-ouest (07L/25R) longue de 1 145 mètres et large de 100 ;
- une piste orientée est-ouest (07R/25L) longue de 1 075 mètres et large de 100.

### Prestations
L’aérodrome est contrôlé et dispose d’un service automatique de diffusion (ATIS). Les communications s’effectuent sur les fréquences de 126,725 MHz pour l’ATIS et de 120,150 MHz pour la tour. Il est agréé avec limitations pour le vol à vue (VFR) de nuit.
S’y ajoutent :
- une aire de stationnement ;
- des hangars ;
- une station d’avitaillement en carburant (100LL) (et UL91 géré par Total fonctionnant 24h/24)[3].

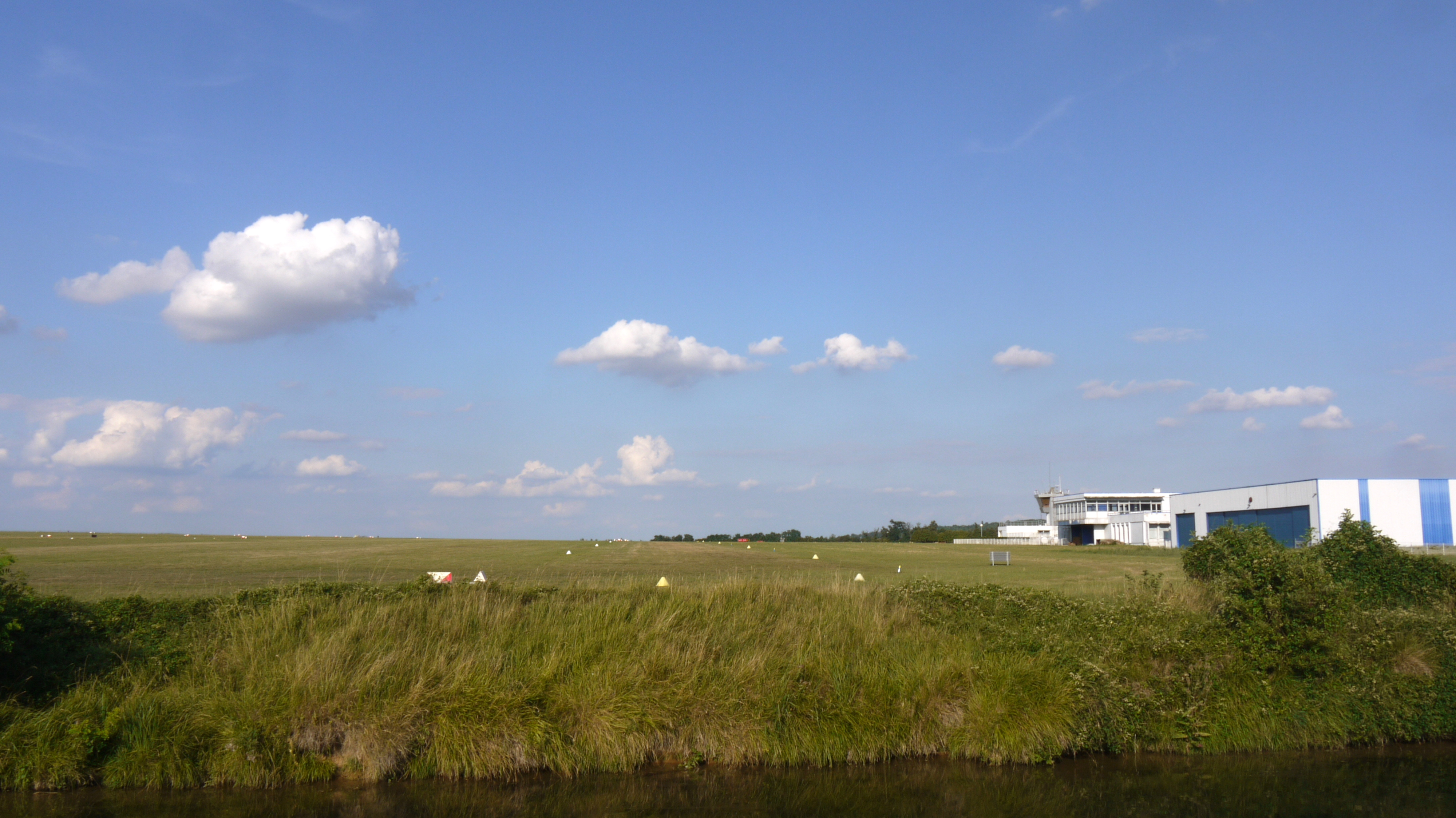
Vue du bâtiment principal et des pistes.

## Associations et activités
- Aéroclub d’Esbly
- Aéronautique Club de France
- Association aéronautique Marcel-Laurent
- FRANCE ULM[4]
- Mach 0.1
- Union des pilotes civils de France (UPCF)
- ULM / Véliplane
- GUAME - Le Groupement des Usagers de l'Aérodrome de Meaux-Esbly représente l'ensemble des usagers de la plateforme.
- Les Ailes du Pays de Meaux - Cette association organise les années paires la manifestation aérienne Meaux Airshow qui a réuni 35 000 personnes lors de son édition de 2022.